# Академия Государственной противопожарной службы МЧС России
Федеральное государственное бюджетное образовательное учреждение высшего образования «Ордена Почёта Академия Государственной противопожарной службы МЧС России» (ФГБОУ ВО «АГПС МЧС России») — ведущий вуз, являющийся учебным, научным и методическим центром страны в области пожарной безопасности, где с 1934 года ведётся подготовка специалистов с высшим образованием в области пожарной безопасности.

## История
1 сентября 1933 года, на основании постановления президиума Всесоюзного комитета по высшему техническому образованию при ЦИК СССР от 20 марта 1933 г., создаётся отделение противопожарной специальности на санитарно-техническом факультете Ленинградского института инженеров коммунального строительства (ЛИИКС).
Эта дата — День основания Академии ГПС МЧС России.
В 1936 году в ЛИИКСе создан Факультет Инженеров Противопожарной Обороны НКВД СССР (ФИПО). Это было единственное на весь Советский Союз учебное заведение, которое готовило для пожарной охраны специалистов с высшим образованием.
Факультет инженеров противопожарной обороны, с которого в далёком 1933 году начиналась история Академии, располагался в городе Ленинграде.
В июне 1941 года многие преподаватели и слушатели ушли на фронт добровольцами, встретив врага на дальних подступах к Ленинграду (Лужском рубеже). В сентябре 1941 года личный состав Факультета участвовал в боях на «Невском пятачке», прорывая блокаду Ленинграда, тушил пожары на Бадаевских продовольственных складах, в здании Государственного исторического архива, Пулковской обсерватории и др.
26 марта 1942 г. личный состав Факультета и командно-преподавательский состав эвакуировали в город Ессентуки. В связи с оккупацией немцами города Минеральные Воды и опасностью захвата фашистами Ессентуков Факультет эвакуирован в город Баку. С 28 августа Факультет был передан в оперативное подчинение УПО НКВД АзССР.
В соответствии с приказом Всесоюзного комитета по делам Высшей школы при СНК СССР от 15.12.1942 г. № 305 ФИПО возобновил занятия при Азербайджанском индустриальном институте (АзИИ).
После расформирования в 1948 г. ФИПО МВД СССР произошло фактическое преобразование в Высшие пожарно-технические курсы МВД СССР (ВПТК), организованные на основании приказа МВД СССР от 7 июля 1948 г., для работы на которых было откомандировано большинство профессорско-преподавательского состава Факультета. На курсах функционировали отделения: командное (со сроком обучения два года) и инженерное (со сроком обучения один год).
В 1957 г. на базе ВПТК при Высшей школе МВД СССР создан Факультет инженеров противопожарной техники и безопасности МВД СССР (1957-1973 г.).
В 1969 г. Факультет преобразовался в Высшую инженерную пожарно-техническую школу МВД СССР (с 1991 РФ) (1973—1996 г.).
В 1992 г. в школе началось обучение слушателей на факультете подготовки и повышения квалификации руководящих кадров ГПС, на котором стала осуществляться подготовка высококвалифицированных специалистов для работы на основных руководящих должностях в управленческом звене аппарата и подразделений ГПС.
Выпускники факультета получали второе высшее образование по специальности «Управление в социальных и экономических системах» с присвоением квалификации организатор управления в системе обеспечения пожарной безопасности и аварийно-спасательных работ.
В том же году в ВИПТШ началась подготовка специалистов на базе общего среднего образования с пятилетним сроком обучения из числа лиц призывного возраста.
С 1993 г. ВИПТШ проводила также обучение групп слушателей, уже окончивших различные пожарно-технические училища страны и получивших специальность пожарных техников: пожарные специалисты имели возможность получения высшего инженерного образования.
В 1996 г. ВИПТШ переименована в Московский институт пожарной безопасности МВД России (МИПБ) (1996—1999).
В 1999 г. на базе МИПБ образована Академия Государственной противопожарной службы МВД России (1999—2002).
В 2002 г. Академия Государственной противопожарной службы МВД России переименована в Академию Государственной противопожарной службы МЧС России, в связи с передачей ГПС в состав Министерства Российской Федерации по делам гражданской обороны, чрезвычайным ситуациям и ликвидации последствий стихийных бедствий.
В 2023 г. Академия Государственной противопожарной службы МЧС России была награждена орденом Почёта. Высокую государственную награду – орден Почёта – коллективу вуза вручил глава МЧС России Александр Куренков. Соответствующий Указ 8 августа 2023 года подписан Президентом Российской Федерации Владимиром Путиным. Академия удостоена награды за значимые достижения в подготовке квалифицированных кадров и плодотворную научную деятельность в сфере пожарной безопасности.

## Деятельность

### Образовательная деятельность
Образовательная деятельность в Академии осуществляется в соответствии с требованиями Федерального закона от 29.12.2012 № 273-ФЗ «Об образовании в Российской Федерации», федеральных государственных образовательных стандартов высшего образования и основных профессиональных образовательных программ высшего образования.
Академия реализует 9 программ высшего образования. Подготовка по семи программам реализуется в рамках выполнения государственного задания, по восьми – в рамках внебюджетной деятельности.
| № п/п                                              | Наименование направления подготовки (специальности)                                                           | Реализуется в рамках выполнения государственного задания | Реализуется в рамках внебюджетной деятельности |
| Уровень бакалавриата                               | |                                                          |                                                |
| 1                                                  | 20.03.01 Техносферная безопасность, профиль «Пожарная безопасность»                                           | V                                                        | V                                              |
| 2                                                  | 09.03.01 Информационные системы и технологии, профиль «Информационные технологии в техносферной безопасности» | V                                                        |                                                |
| 3                                                  | 38.03.04 Государственное и муниципальное управление, профиль «Управление пожарной безопасностью»              |                                                          | V                                              |
| Уровень специалитета                               | |                                                          |                                                |
| 4                                                  | 20.05.01 Пожарная безопасность, специализация «Пожарная безопасность государства»                             | V                                                        | V                                              |
| 5                                                  | 40.05.03 Судебная экспертиза, специализация «Инженерно-технические экспертизы»                                |                                                          | V                                              |
| Уровень магистратуры                               | |                                                          |                                                |
| 6                                                  | 20.04.01 Техносферная безопасность, профиль «Пожарная безопасность»                                           | V                                                        | V                                              |
| 7                                                  | 38.04.04 Государственное и муниципальное управление, профиль «Управление пожарной безопасностью»              | V                                                        | V                                              |
| Подготовка кадров высшей квалификации (адъюнктура) | |                                                          |                                                |
| 8                                                  | 09.07.01 Информатика и вычислительная техника                                                                 | V                                                        | V                                              |
| 9                                                  | 20.07.01 Техносферная безопасность                                                                            | V                                                        | V                                              |

Образовательная деятельность по реализации дополнительных профессиональных программ.
| № п/п                                     | Наименование направления подготовки (специальности) | Реализуется в рамках выполнения государственного задания | Реализуется в рамках внебюджетной деятельности |
| Программы профессиональной переподготовки | |                                                          |                                                |
| 1                                         | Пожарная безопасность (профессиональная деятельность в области обеспечения пожарной безопасности) | V                                                        | V                                              |
| 2                                         | Пожаротушение (профессиональная деятельность в области тушения пожаров и проведения аварийно-спасательных работ) | V                                                        | V                                              |
| 3                                         | Государственное и муниципальное управление (профессиональная деятельность в области управления пожарной безопасностью) | V                                                        | V                                              |
| 4                                         | Техносферная безопасность (профессиональная деятельность в области обеспечения пожарной безопасности) | V                                                        |                                                |
| 5                                         | Эксперт пожарной безопасности (Профессиональная деятельность в области контрольно-надзорной деятельности за обеспечением пожарной безопасности)                                                                               | V                                                        | V                                              |
| 6                                         | Информационные системы и технологии |                                                          | V                                              |
| 7                                         | Судебная экспертиза |                                                          | V                                              |
| Программы повышения квалификации          | |                                                          |                                                |
| 8                                         | Совершенствование деятельности специальных подразделений ФПС ГПС | V                                                        |                                                |
| 9                                         | Совершенствование деятельности подразделений управлений ГПН ГУ МЧС России по субъектам РФ | V                                                        |                                                |
| 10                                        | Совершенствование управленческой деятельности в области обеспечения пожарной безопасности | V                                                        |                                                |
| 11                                        | Управление пожарной безопасностью | V                                                        | V                                              |
| 12                                        | Управление государственными и муниципальными закупками | V                                                        | V                                              |
| 13                                        | Организация тушения пожаров на особо важных, режимных объектах и ЗАТО | V                                                        | V                                              |
| 14                                        | Совершенствование деятельности пожарно-спасательных подразделений | V                                                        | V                                              |
| 15                                        | Тушение пожаров в РФ | V                                                        | V                                              |
| 16                                        | Совершенствование организации и осуществления надзорной деятельности в области пожарной безопасности, гражданской обороны и защиты населения и территорий от чрезвычайных ситуаций                                            | V                                                        |                                                |
| 17                                        | Современные аспекты федерального государственного пожарного надзора | V                                                        |                                                |
| 18                                        | Совершенствование организации и осуществления надзорной деятельности в системе МЧС России | V                                                        |                                                |
| 19                                        | Экспертиза проектной документации в части соблюдения обязательных требований пожарной безопасности | V                                                        | V                                              |
| 20                                        | Организационные основы обеспечения пожарной безопасности организаций | V                                                        | V                                              |
| 21                                        | Основы гражданской защиты и мобилизационная подготовка | V                                                        |                                                |
| 22                                        | Совершенствование деятельности юридических подразделений территориальных органов и организаций МЧС России | V                                                        |                                                |
| 23                                        | Организация работы с персоналом в системе МЧС России | V                                                        |                                                |
| 24                                        | Кадровое обеспечение МЧС России | V                                                        |                                                |
| 25                                        | Психолого-педагогические аспекты современного образования | V                                                        |                                                |
| 26                                        | Совершенствование профессиональной деятельности в образовательном процессе | V                                                        |                                                |
| 27                                        | Расследование пожаров | V                                                        |                                                |
| 28                                        | Иностранный язык в профессиональном общении | V                                                        |                                                |
| 29                                        | Использование электронной информационно-образовательной среды, электронных библиотечных систем и средств информационно-коммуникационных технологий при реализации образовательных программ в соответствии с требованиями ФГОС | V                                                        |                                                |
| 30                                        | Подтверждение соответствия продукции требованиям пожарной безопасности |                                                          | V                                              |
| 31                                        | Основы гражданской защиты |                                                          | V                                              |
| 31                                        | Пожарная безопасность |                                                          | V                                              |
| 33                                        | Применение компьютерных программ для решения задач в области пожарной безопасности |                                                          | V                                              |
| 34                                        | Основы первой помощи |                                                          | V                                              |
| Специальные программы обучения            | |                                                          |                                                |
| 35                                        | Пожарно-технический минимум |                                                          | V                                              |
| 36                                        | Основы первой помощи |                                                          | V                                              |

### Научная и инновационная деятельность
Научно-педагогический потенциал Академии составляет 405 человек, из них 47 докторов и 207 кандидатов наук, 40 профессоров, 95 доцентов и 11 старших научных сотрудников. Лауреатами Государственных почётных званий Российской Федерации являются 31 сотрудник Академии.
Академией ежегодно проводятся более 80 научно-исследовательских работ согласно планам научных исследований Академии и МЧС России. Все проводимые в Академии исследования направлены на повышение уровня профессиональной подготовки специалистов в области пожарной безопасности, а также на решение практических задач по совершенствованию деятельности органов управления и подразделений ГПС, проблем пожарной безопасности, гражданской обороны и защиты населения и территорий от ЧС.

### Разработка пожарной и аварийно-спасательной техники
Академия принимает активное участие в совершенствовании и разработке пожарной и аварийно-спасательной техники, которая используется в подразделениях пожарной охраны и применяются для тушения пожаров и ликвидации последствий чрезвычайных ситуаций. За последние 10 лет при участии специалистов Академии было разработано более 15 современных и инновационных образцов пожарной и аварийно-спасательной техники.
В том числе:
- Пожарная автоцистерна в климатическом исполнении ХЛ АЦ-(С)-8,0-70/100 (IVECO AMT 6339)-48ВР (АЦ-СЕВЕР)
- Мобильный комплекс для тушения пожаров и проведения аварийно-спасательных работ на объектах с конструкциями из высокопрочных материалов «Гюрза»
- Мобильная установка пожаротушения роботизированная МУПР-С-СП-Э-ИК-ТВ-УП-20(15,10) МОД. 001
- Пожарно-спасательный автомобиль с установкой пожаротушения температурно-активированной водой
- Высокоманевренный пожарно-спасательный автомобиль для работы в условиях плотной застройки и сложного дорожного движения ПСА-П-3,5-40/100-4/400 (6939) (ПСА-Поворот)
- Пожарно-спасательный автомобиль с реверсивным движением для тушения пожаров и проведения аварийно-спасательных работ в тоннелях ПСА-Т-3,0-40/100-4/400 (IVECO AMT 693904)-43ВР (ПСА-Тоннель)
- Высокоманевренный пожарно-спасательный автомобиль для сбора, оказания первой помощи и эвакуации пострадавших при чрезвычайных ситуациях в транспортных тоннелях ПСА-Ч (IVECO AMT 6339)-57ВР (ПСА-ЧЕЛНОК)

### Научные школы Академии и их основатели
В Академии функционируют 9 научных школ по различным направлениям в области обеспечения пожарной безопасности. В составы школ входят ведущие ученые и исследователи из числа сотрудников и работников Академии. Школы функционируют на протяжении более 30 лет и были основаны известными учеными:
1) Обеспечение пожарной безопасности технологий хранения нефти и нефтепродуктов (Основатель - Алексеев М. Н.). В область исследований школы М.Н. Алексеева входят исследования по обеспечению безопасности технологического оборудования и нефтерезервуаров на объектах нефтегазового комплекса.
2) Разработка, создание и эксплуатация пожарной и аварийно-спасательной техники (Основатель - Безбородько М. Д.). Научная школа основанная М.Д. Безбородько занимается исследованиям и разработками в области создания современных образцов пожарной и аварийно-спасательной техники, исследованиями функционирования техники и оборудования в условиях низких температур.
3) Организационно-управленческие проблемы ГПС (Основатель - Брушлинский Н. Н.). Школа, основанная Н.Н. Брушлинским, исследует вопросы разработки нормативов территориальных подразделений МЧС России, проводит аналитику мировой статистики пожаров, занимается разработкой теорий организации, функционирования и управления в пожарной охране России.
4) Прогнозирование опасных факторов пожара на основе математического моделирования (Основатель - Кошмаров Ю. А.). Научная школа Кошмарова Ю.А. исследует вопросы моделирования динамики опасных факторов пожаров в зданиях и сооружениях, а также изучает токсичность веществ и материалов при горении.
5) Противопожарное нормирование в строительстве (Основатель - Ройтман М. Я.). Школа М.Я. Ройтмана проводит исследования в нескольких направлениях для обеспечения пожарной безопасности зданий и сооружений:
- Исследование поведения строительных материалов в условиях пожара;
- Исследование распространения продуктов горения по зданиям и сооружениям при пожаре и противодымная защита;
- Огнестойкость строительных конструкций;
- Противопожарное нормирование в строительстве.
6) Эвакуация и поведение людей на пожаре (Основатель - Холщевников В. В.). Основными направлениями исследований школы В.В. Холщевникова являются проблемы эвакуации людей при пожаре. Ученые школы исследуют особенности поведения различных групп людей при пожарах, а также особенности их эвакуации из зданий.
7) Автоматизированные системы и информационные технологии предотвращения и ликвидации пожаров и чрезвычайных ситуаций (Основатель - Топольский Н. Г.). Ученые в школе под руководством Н.Г. Топольского проводят исследования в области автоматизации процессов обеспечения пожарной безопасности различных объектов. В том числе и системы поддержки принятия решений в области предупреждения и ликвидации пожаров и чрезвычайных ситуаций критически важных объектов страны.
8) Основы формирования культуры и риск-ориентированной модели контрольно-надзорной деятельности (Основатель - Козлачков В. И.). Исследования в Школе, основанной В.И. Козлачковым направлены в первую очередь на систематизацию и мониторинг действующих норм в области обеспечения пожарной безопасности объектов. Проводятся разработки экспресс методов оценки пожарных рисков на объектах, разработки систем оценки пожарной опасности объектов при проведении государственного противопожарного надзора.
9) Способы и средства пенного пожаротушения (Основатель - Шароварников А. Ф.). Исследования ученых в школе, основанной А.Ф. Шароварниковым, проводятся в направлении совершенствования методов пенного пожаротушения и исследования применения различных пенообразующих веществ при тушении сложных и специфических пожаров.

### Научные журналы
В Академии издаются журналы, входящие в перечень ведущих рецензируемых научных журналов, рекомендуемых Высшей аттестационной комиссией России для опубликования основных научных результатов диссертации на соискание учёной степени кандидата и доктора наук:
— научный журнал «Пожары и чрезвычайные ситуации: предотвращение, ликвидация»;
— научный интернет-журнал «Технологии техносферной безопасности»;
Действуют два диссертационных совета:
- Диссертационный совет Д 205.002.01 для защиты докторских и кандидатских диссертаций по специальностям: 05.13.06 «Автоматизация и управление технологическими процессами и производствами» (промышленность) по техническим наукам и 05.13.10 «Управление в социальных и экономических системах» по техническим наукам.
- Диссертационный совет Д 205.002.02 для защиты докторских и кандидатских диссертаций по специальности 05.26.03 «Пожарная и промышленная безопасность» (энергетика, строительство, нефтегазовая отрасль) по техническим наукам.

### Международная деятельность
Академия является ведущей образовательной организацией высшего образования Организации договора коллективной безопасности (ОДКБ) в области пожарной безопасности, аффилированной образовательной организацией Международной организации гражданской обороны (МОГО), а также представляет российский национальный комитет в Международной ассоциации пожарно-спасательных служб (КТИФ).
В институте подготовки иностранных граждан обучаются специалисты из 10 стран: Абхазия, Армения, Вьетнам, Казахстан, Киргизия, Куба, Молдова, Монголия, Узбекистан, Южная Осетия.
В 1977 году за большой вклад в подготовку научно-педагогических и инженерно-технических специалистов Академия ГПС МЧС России (Высшая Пожарно-Техническая Школа) награждена Орденом Дружбы Венгерской Республики.
В 1983 году (Высшая Пожарно-Техническая Школа), 2008 году и 2016 году Академия ГПС МЧС России награждена Орденом Дружбы Социалистической Республики Вьетнам.

### Общественная деятельность

#### Совет ветеранов Академии.
Ветераны передают свой опыт молодёжи, учат их любить профессию, соблюдать традиции, помогают мудрым советом и своим примером.

#### МОО "Поисковый отряд «ФИПО-АГПС»
Молодёжное общественное объединение Академии "Поисковый отряд «ФИПО-АГПС» существует с 2009 года, сам же поисковый отряд в современном виде появляется в 2005 году. С 2008 года поисковики Академии на регулярной основе проводят работы в области военной археологии.
Как правило, Вахты Памяти и поисковые выезды проходят в Кировском районе Ленинградской области, в непосредственной близости от плацдарма «Невский пятачок». Именно здесь в сентябре-декабре 1941 года в составе 7-го стрелкового полка 20-й стрелковой дивизии НКВД героически сражались преподаватели и слушатели Факультета инженеров противопожарной обороны (ФИПО). При этом поисковый отряд работает не только в Кировском, но и в Лужском и Выборгском районах Ленинградской области, а также в Ельнинском и Духовщинском районах Смоленской области.
Эта традиция родилась не на пустом месте. На протяжении шестидесятых-восьмидесятых годов слушатели и преподаватели ВПТК — ФИПТиБ — ВИПТШ ежегодно совершали походы по местам боёв периода Советско-финской войны (1939—1940 гг.) и Великой Отечественной войны (1941—1945 гг.). Первый такой поход в память павших товарищей состоялся ещё в январе 1941 г. в Карелии.
Всего за время деятельности поискового отряда Академии были обнаружены останки несколько сот бойцов и командиров Красной Армии, а также солдат противника (германского вермахта). При этом были установлены личные данные 16 советских и 3 немецких солдат.
На местах гибели бойцов Красной Армии силами отряда было установлено девять памятников, увековечивающих подвиг павших защитников Отечества.
Ценные находки, сделанные поисковиками на полях бывших сражений, выставляются в экспозициях музея Академии. Представленные экспонаты позволяют лучше понять и суметь в деталях представить всю трагичность, беспощадность и реальность войны. Здесь можно увидеть образцы вооружения и военной техники, именные вещи бойцов РККА, смертные медальоны, предметы быта и многое другое.
Поисковым отрядом ведётся проект «Московские рубежи». Его задача превратить заброшенные и полуразрушенные фортификационные сооружения, возведённые в 1941 г. на подступах к Москве, в памятники истории, рассказывающие о событиях Великой Отечественной войны 1941-45 гг.

#### МОО «Молодёжный союз» Академии
Самоуправленческое некоммерческое объединение курсантов, слушателей и студентов Академии ГПС МЧС России, созданное для развития творческих потенциалов обучающихся и расширения спектра направлений для реализации новых идей.

#### Профсоюзная организация Академии ГПС МЧС России.
Первичная профсоюзная организация Академии — добровольная общественная организация, входящая в состав Региональной общественной организации Московской городской организации Общероссийского профессионального союза работников государственных учреждений и общественного обслуживания Российской Федерации.

### Шефская деятельность
В целях проведения информационно-пропагандистской работы, правового просвещения, пропаганды профессии пожарного среди молодёжи и повышения престижа службы в системе МЧС России Академия ведёт шефскую работу в детском доме-школе музыкального воспитания г. Мытищи Московской области, юридическом колледже г. Москвы и 24 (двадцати четырёх) школах г. Москвы.

## Структура
В структуру Академии входят 4 института, 2 факультета, 7 учебно-научных комплексов, 1 научно-образовательный комплекс, 29 кафедр и загородный учебно-научный центр «Нагорное».
Институты:
- Институт подготовки руководящих кадров
- Институт развития
- Институт управления и комплексной безопасности
- Институт подготовки иностранных граждан

Факультеты:
- Факультет пожарной и техносферной безопасности
- Факультет подготовки научно-педагогических кадров

Научные комплексы:
- Учебно-научный комплекс организации надзорной деятельности
- Учебно-научный комплекс пожаротушения
- Учебно-научный комплекс автоматизированных систем и информационных технологий
- Учебно-научный комплекс проблем пожарной безопасности в строительстве
- Учебно-научный комплекс гражданской защиты
- Учебно-научный комплекс процессов горения и экологической безопасности
- Учебно-научный комплекс систем обеспечения пожарной безопасности

Кафедры:
- Кафедра пожарной безопасности в строительстве
- Кафедра организации деятельности пожарной охраны
- Кафедра информационных технологий
- Кафедра специальной электротехники автоматизированных систем и связи
- Кафедра надзорной деятельности
- Кафедра гражданской обороны, защиты населения и территорий
- Кафедра пожарной тактики и службы
- Кафедра пожарно-строевой и газодымозащитной подготовки
- Кафедра пожарной техники
- Кафедра кадрового, правового и психологического обеспечения
- Кафедра пожарной безопасности технологических процессов
- Кафедра процессов горения и экологической безопасности
- Кафедра пожарной автоматики
- Кафедра инженерной теплофизики и гидравлики
- Кафедра общей и специальной химии
- Кафедра физической подготовки и спорта
- Кафедра механики и инженерной графики
- Кафедра физики
- Кафедра высшей математики
- Кафедра истории и экономической теории
- Кафедра философии
- Кафедра иностранных и русского языков
- Кафедра судебной экспертизы
- Кафедра конституционного и административного права
- Кафедра уголовного и гражданского права и процесса

Представительства в других городах:
- г. Ставрополь
- г. Казань
- г. Краснодар
- Чеченская Республика

## Руководство
В разное время руководителями Академии ГПС МЧС России (ФИПТиБ ВШ МВД СССР, ВИПТШ МВД СССР, МИПБ МВД России) являлись:
- В. С. Бекташев (1933—1936);
- П. В. Якобсон (1936—1937);
- П. Д. Песляк (1937—1938);
- Н. П. Ефремов (1938—1941);
- Н. Ф. Шадрин (1941);
- Л. М. Эпштейн (1941—1943);
- Г. Г. Никитин — полковник (1943—1948);
- В. П. Верин — полковник (1948—1952);
- С. Г. Голубев — полковник (1952);
- В. К. Бринк — полковник внутренней службы (1952—1955);
- Н. Д. Ермилов — генерал-майор внутренней службы (1955—1957);
- В. И. Румянцев — инженер-полковник (1954—1960);
- Н. А. Тарасов-Агалаков — полковник внутренней службы (1960—1964);
- Ф. В. Обухов — генерал-лейтенант внутренней службы (1964—1965);
- Г. Ф. Кожушко — полковник внутренней службы (1965—1969);
- А. Н. Смуров — генерал-майор внутренней службы (1969—1983);
- В. Ф. Кудаленкин — генерал-майор внутренней службы (1983—1994);
- В. А. Салютин — генерал-майор внутренней службы (1994—1996);
- Е. Е. Кирюханцев — генерал-майор внутренней службы (1996—1999);
- Е. А. Мешалкин — генерал-лейтенант внутренней службы (2000—2005);
- И. М. Тетерин — генерал-полковник внутренней службы (2005—2013);
- Ш. Ш. Дагиров — генерал-полковник внутренней службы (2014—2018);
- А. М. Супруновский[1] — генерал-лейтенант внутренней службы (2018—2020);
- В. С. Бутко — генерал-лейтенант внутренней службы (с марта 2020 года по настоящее время).

## Выпускники и сотрудники учебного заведения, удостоившиеся звания Героя Советского Союза и Героя Российской Федерации

### Герои Советского Союза
- Телятников, Леонид Петрович — генерал-майор внутренней службы, награждён за мужество, героизм и самоотверженные действия, проявленные при ликвидации аварии на Чернобыльской АЭС;

### Герои Российской Федерации
- Максимчук, Владимир Михайлович — генерал-майор внутренней службы, звание Героя Российской Федерации присвоено за мужество и героизм, проявленные при выполнении специального задания, посмертно.
- Чернышёв, Евгений Николаевич — полковник внутренней службы, звание Героя Российской Федерации присвоено за мужество и героизм, проявленные при тушении пожара и спасении жизни людей, посмертн

## Участие в ликвидации чрезвычайных ситуаций
В 2010 году 352 человека личного состава Академии (89 офицеров постоянного состава и 263 курсанта, слушателя и адъюнкта) участвовали в тушении лесоторфяного пожара в Московской области.
В 2012 году 32 офицера и 190 курсантов участвовали в ликвидацию последствий затопления г. Крымск Краснодарского края.
В 2013 году 12 офицеров и 112 курсантов участвовали в восстановительных работах на территории Амурской области Дальневосточного федерального округа, пострадавшего от подтопления.
В 2014 году личный состав Академии ликвидировал последствия паводка на территории Республики Хакасия.
В 2017 году 10 офицеров и 90 курсантов ликвидировали последствия затопления посёлке Левокумка Ставропольского края.